# 加藤進 (会計検査院長)
加藤 進（かとう すすむ、1902年8月10日 - 1993年11月10日）は、日本の昭和期の官僚。正三位勲一等瑞宝章。北海道札幌市出身。

## 経歴
札幌二中、一高を経て、1926年に東京帝国大学法学部を卒業し、会計検査院に入る。1933年宮内省に移り、内匠寮主計課長・人事課長・総務局長などを歴任した後、1946年宮内次官、翌年宮内府次長。
1946年神奈川県を皮切りに始まった全国巡幸では、宮内大臣の松平慶民・侍従長の大金益次郎とともに企画・立案・実施の中心人物として活躍した。また、1945年12月に梨本宮守正王がA級戦犯に指名されたことから、GHQの対皇室政策に対して危機感を抱き、皇室・直宮家保全の立場から1947年の皇籍離脱を積極的に推し進めた。
1948年に退任し、以後は済生会理事長・会計検査院長などを務めた。
1993年11月10日死去。91歳没。